# Wilhelminabaai
De Wilhelminabaai is een baai aan de westkust van Grahamland op het Antarctisch Schiereiland en is ongeveer 24 km breed.
De baai werd ontdekt door de Belgische Antarctische expeditie (1897-99) onder leiding van Adrien de Gerlache en werd vernoemd naar Wilhelmina der Nederlanden. Er komen veel bultruggen voor.